# São Joaninho (Castro Daire)
São Joaninho é uma povoação portuguesa sede da Freguesia de São Joaninho do Município de Castro Daire, freguesia com 8,06 km² de área e 348 habitantes (censo de 2021), tendo, por isso, uma densidade populacional de 43,2 hab./km².

## Demografia
Nota: alguns lugares desta freguesia passaram, em 1949, a constituir a freguesia de Cujó, criada pelo decreto lei nº 37.352, de 25/03/1949.
A população registada nos censos foi:
| Distribuição da População por Grupos Etários | Distribuição da População por Grupos Etários | Distribuição da População por Grupos Etários | Distribuição da População por Grupos Etários | Distribuição da População por Grupos Etários |
| -------------------------------------------- | -------------------------------------------- | -------------------------------------------- | -------------------------------------------- | -------------------------------------------- |
| Ano                                          | 0-14 Anos                                    | 15-24 Anos                                   | 25-64 Anos                                   | > 65 Anos                                    |
| 2001                                         | 84                                           | 64                                           | 188                                          | 77                                           |
| 2011                                         | 53                                           | 48                                           | 168                                          | 91                                           |
| 2021                                         | 30                                           | 38                                           | 163                                          | 117                                          |